# Friulano (fromage)
Pour le cépage, voir Friulano.
Le Friulano est un fromage italien à pâte ferme originaire du Frioul.